# Trombocitopènia induïda per heparina
La trombocitopènia induïda per heparina (TIH) és el desenvolupament de trombocitopènia (disminució del nombre de plaquetes) degut a l'administració de diverses formes d'heparina, un anticoagulant. La TIH és predisposant per a la trombosi, una formació anormal de coàguls en els vasos sanguinis, i si s'identifica la trombosi la condició s'anomena trombocitopènia induïda per heparina i trombosi (TIHT). La TIH és causada per la formació anormal d'anticossos que activen plaquetes. Si algú que rep heparina desenvolupa una nova o un empitjorament en la trombosi, o si el recompte de plaquetes decau, la TIH pot ser confirmada amb anàlisis de sang.
El tractament de la TIH requereix tant protecció contra la trombosi com l'ús d'un agent que no reduirà encara més el recompte de plaquetes. Existeixen diversos agents amb aquesta finalitat, principalment lepirudina i argatroban. Tot i que l'heparina va ser descoberta als anys 1930, la TIH no va ser notificada fins als anys 1960-1970.

## Història natural
L'heparina es troba de forma normal en el cos humà, però el desenvolupament d'anticossos TIH suggereix que l'heparina sulfat a vegades és tractada com una substància aliena a l'organisme per part del sistema immunitari. En la TIH, el sistema immunitari crea anticossos contra l'heparina quan aquesta està unida a una proteïna anomenada factor 4 de les plaquetes (PF4). Aquests anticossos solen ser de la classe de les IgG i el seu desenvolupament normalment dura uns cinc dies. De totes maneres, aquelles persones que han estat exposades a heparina en els últims mesos poden tenir encara IgG circulant, ja que aquest tipus d'anticossos normalment continuen produint-se encara que el seu precipitant hagi estat eliminat. Això és similar a la immunitat contra certs microorganismes, però amb la diferència que els anticossos TIH no perduren en el cos humà més de tres mesos. Els anticossos TIH s'han trobat en individus amb trombocitopènia i trombosi que no havien tingut una exposició prèvia a l'heparina sulfat, però la majoria es troben en persones que estan rebent o han rebut heparina.
Els anticossos IgG formen un complex amb l'heparina i el PF4 en el torrent sanguini. La cua de l'anticòs llavors s'uneix al receptor FcγIIa, una proteïna en la superfície de la plaqueta. Això comporta una activació de la plaqueta i la formació de micropartícules de plaqueta, que són les que inicien la formació de coàguls sanguinis; com a resultat, el recompte de plaquetes decau, donant lloc a trombocitopènia.
La formació d'anticossos PF4-heparina és comú en persones que reben heparina, però només una proporció d'aquestes desenvolupen trombocitopènia o trombosi. Aquesta situació ha estat anomenada com a “fenomen iceberg”.

## Signes i símptomes
L'heparina pot ser utilitzada tant per a la prevenció com per al tractament de la trombosi. L'heparina existeix en dues formes bàsiques: la forma “no fraccionada”, que pot ser injectada sota la pell o a través d'infusió intravenosa, i una forma “de baix pes molecular” que sempre s'administra per injecció subdèrmica. Les heparines de baix pes molecular més utilitzades són enoxaparina, dalteparina i tinzaparina.
En la TIH, el recompte de plaquetes de la sang decau per sota del rang normal, una condició anomenada trombocitopènia. De totes maneres, aquesta disminució en el nombre de plaquetes no sol ser suficientment significativa com per augmentar el risc d'hemorràgia. Per tant, la majoria de gent amb TIH no sol experimentar cap símptoma. El recompte de plaquetes sol decaure en uns 5-14 dies després que l'heparina sigui administrada; si algú ja ha rebut heparina en els tres mesos previs, la decaiguda de plaquetes pot ocórrer més de pressa, fins i tot en un sol dia.
El símptoma més comú de la TIH és que un coàgul sanguini ja diagnosticat es fa més llarg i/o gran, o que es desenvolupa un nou coàgul en qualsevol part del cos. Aquests coàguls poden formar-se tant en artèries com en venes, causant trombosi arterial o venosa, respectivament. Exemples de trombosi arterial són els accidents vasculars cerebrals, infarts de miocardi (atac de cor) i isquèmia aguda en les cames. La trombosi venosa pot succeir en les cames o els braços en forma de trombosi venosa profunda (TVP) i en els pulmons en forma d'embòlia pulmonar (EP); l'EP sol originar-se en les cames però migra cap als pulmons.
En pacients que reben heparina a través d'infusió intravenosa poden succeir un conjunt de símptomes (“reacció sistemàtica”) quan s'inicia la infusió. Aquests símptomes inclouen febre, tremolors, alta pressió sanguínia, ràpida freqüència cardíaca, respiració escurçada i mal al tòrax. Això passa en aproximadament un quart de persones amb TIH. Altres poden desenvolupar erupcions cutànies consistents en eritemes.

## Diagnòstic
Hi pot haver sospites de TIH si les anàlisis de sang mostren una decaiguda en el recompte de plaquetes en algú que rep o ha rebut heparina. Les directrius professionals recomanen que totes les persones que reben heparina es facin un recompte sanguini complet (el qual inclou un recompte de plaquetes) en intervals de temps regulars.

De totes maneres, no totes les persones que reben heparina i tenen un recompte de plaquetes baix tenen TIH. El ritme de decaiguda de plaquetes, la severitat de la trombocitopènia, l'aparició de noves trombosi i la presència d'explicacions alternatives determinen la probabilitat que hi hagi una TIH present en l'individu. Un mètode utilitzat de forma comuna per a predir la probabilitat que realment hi hagi una TIH és el mètode “4 Ts”, introduït l'any 2003. Un resultat de 0 a 8 punts és generat; si el resultat és de 0 a 3, la TIH és molt improbable. Un resultat de 4 a 5 indica probabilitat intermèdia, i un resultat de 6 a 8 indica que hi ha una probabilitat molt elevada. Els individus amb un resultat alt necessiten ser tractats amb un fàrmac alternatiu mentre que es fan tests amb una sensibilitat i especificat més alta per a la TIH; aquells amb un resultat baix poden continuar prenent heparina de manera segura, ja que la probabilitat que tinguin TIH és extremadament baixa.

- Trombocitopènia: Dos punts si la decaiguda en el recompte de plaquetes és >50% que l'anterior valor, o si el recompte més baix (nadir) està entre 20-100x109/litre. 1 punt si la decaiguda ha estat del 30-50% o si el nadir és de 10-19x109/litre. Cap punt si la decaiguda és de <30% o si el nadir és <10·10⁹/litre.
- Ritme: Dos punts si la decaiguda es produeix entre 5-10 dies després de l'inici del tractament. Un punt si la decaiguda és després del dia 10. Si algú ha estat exposat a heparina dins dels últims 30 dies i llavors té una disminució en el recompte de plaquetes en el període d'un dia després d'una reexposició a heparina, se li dona dos punts. Si l'exposició prèvia va ser fa 30-100 dies, es dona 1 punt. Si la decaiguda es produeix aviat però no hi ha hagut exposició prèvia a l'heparina, 0 punts.
- Trombosi: Dos punts si es produeix una nova trombosi, necrosis de pell o una reacció sistemàtica. Un punt si hi ha una trombosi progressiva o recurrent, trombosi silenciosa o lesions de pell vermelles. Cap punt si no hi ha símptomes.
- Causa alternativa possible: Dos punts si no hi ha cap altra causa, un punt si hi ha una causa alternativa possible, cap punt si hi ha una causa alternativa molt possible.

El primer cribratge que es fa si es sospita que algú pot tenir TIH està destinat a detectar anticossos contra els complexos heparina-HF4. Es realitza amb un test de laboratori de tipus ELISA contra heparina-HF4. Aquest test identifica tots els anticossos que s'uneixen als complexos heparina-HF4, de manera que també pot identificar anticossos que no causen TIH. Per tant, els individus amb un test ELISA positiu, es sotmeten a un assaig funcional. Aquest assaig utilitza plaquetes i sèrum del pacient; les plaquetes es netegen i es barregen amb sèrum i heparina. En aquesta mostra es busca si hi ha hagut alliberament de serotonina, un marcador de l'activació de les plaquetes. Si aquest assaig mostra un gran alliberament de serotonina, el diagnòstic de TIH és confirmat. Aquest assaig d'alliberament és difícil de fer i només es realitza en alguns laboratoris regionals.

## Tractament

Estructura molecular de l'argatroban, un inhibidor directe de la trombina, utilitzat com a mètode alternatiu a l'heparina en la TIH.

Com que la TIH és un factor predisposant per a nous episodis de trombosi, no és suficient aturar l'administració d'heparina. En general, es necessita un anticoagulant alternatiu per reduir la tendència de la trombosi mentre que la generació d'anticòs s'atura i el recompte de plaquetes retorna a la normalitat. Per acabar de complicar les coses, l'anticoagulant alternatiu més utilitzat, la warfarina, està contraindicat, ja que hi ha un alt risc de necrosi per warfarina (desenvolupament de gangrena en la pell en pacients que reben warfarina o un inhibidor similar de vitamina K) en persones amb TIH. Si el pacient està rebent warfarina al mateix temps que se li diagnostica TIH, l'activitat de la warfarina pot ser invertida amb vitamina K. La transfusió de plaquetes no està recomanada, ja que hi ha la probabilitat que això empitjori encara més el risc de trombosi; a més, el recompte de plaquetes no sol ser suficientment baix com per ser la principal causa d'hemorràgia.
S'utilitzen tres fàrmacs per a proporcionar anticoagulació en pacients amb TIH diagnosticada o amb un alt risc de tenir-ne: danaparoid, lepirudina i argatroban. No tots aquests agents estan registrats en tots els països. Per exemple, l'argatroban no s'utilitza en el Regne Unit i el danaparoid no està disponible en els Estats Units.

## Epidemiologia
El nombre exacte de casos de TIH en la població general és desconegut. S'ha demostrat que les dones que reben heparina després d'un procediment quirúrgic recent, en particular cirurgia cardiotoràcica, tenen un risc més alt de sofrir TIH. En canvi, el risc és molt baix en dones que reben heparina just abans i després del part. Alguns estudis han demostrat que la TIH és molt menys comú en pacients que han rebut heparina de baix pes molecular.

## Història
Mentre que l'heparina va ser introduïda per a usos clínics a finals de la dècada del 1930, no van ser descrites noves trombosis en pacients tractats amb heparina fins a l'any 1957, quan cirurgians vasculars van notificar l'associació estadística.
L'any 1969 es va notificar que aquest fenomen apareixia junt amb trombocitopènia;
abans d'aquest any, no es feien de forma rutinària recomptes de plaquetes.
Una publicació de 1973 va establir trombocitopènia induïda per heparina com a diagnòstic, i va suggerir que era resultat d'un procés immunitari.
Inicialment, hi havia diverses teories sobre la causa exacta del baix recompte de plaquetes en la TIH. A partir de la dècada del 1980, es va anar demostrant gradualment el mecanisme concret i es van perfeccionar els tests per al seu diagnòstic. El tractament estava inicialment limitat a aspirina i a warfarina, però a partir de l'any 1990 es van introduir agents que podien produir anticoagulació sense risc de TIH recurrent. La terminologia més antiga distingeix entre dos tipus de TIH: tipus 1 (moderada, no depenent del sistema immunitari i decaiguda del recompte de plaquetes autolimitada) i tipus 2 (la forma de TIH descrita anteriorment). Actualment, el terme TIH s'utilitza sense cap modificador per a descriure la forma depenent del sistema immunitari.